# John Tiltman
John Hessell Tiltman, né à Londres le 25 mai 1894, mort le 10 août 1982, est un officier de renseignements, cryptanalyste de l'armée de terre britannique.

## 1914-18
Écossais, Tiltman s'engage en 1914. Blessé, il reçoit la Military Cross dans les tranchées du régiment King's Own Scottish Borderers. Il est détaché au renseignement militaire MI1 peu de temps avant la fusion de ce service avec la Room 40 de l'amirauté.

## Entre-deux-guerres
De 1921 à 1929, Tiltman est cryptanalyste de l'Armée des Indes à Simla, quartier général de l'armée de terre. La cellule lit les trafics chiffrés russes entre Moscou, Kaboul et Tachkent. Dans cette petite section de cinq personnes ou moins, il est impliqué dans tous les aspects de la mission, dirigeant l'interception ou l'analyse de trafic, travaillant aux chiffres. Il dira la chance exceptionnelle d'avoir acquis cette expérience de toutes les facettes du renseignement transmissions.

## 1939-45
Après dix ans en tant que civil du War Office au GC&CS, Tiltman est rappelé sous les drapeaux. Son expérience lui permet de se rendre utile dans tous les domaines d'action du GC&CS. Il est vu comme l'un des meilleurs cryptanalystes de Bletchley Park, sur les codes manuels.
Dès le départ, Tiltman insiste sur la coopération nécessaire avec les États-Unis. Ses plaidoiries aident aux relations sans à-coups de la durée de la guerre.
Avec William Tutte, Tiltman attaque le chiffre du téléscripteur Lorenz, dont le trafic est baptisé Tunny à BP. Pour exploiter leurs méthodes, on construit Colossus.
En 1944, Tiltman promu général de brigade est appointé directeur adjoint du GC&CS. En 1946, il est directeur adjoint du Government Communications Headquarters (GCHQ) dont il devient officier de liaison auprès de l'Army Security Agency (en) en 1949. Il prend sa retraite d'officier de carrière.

## Après-guerre
En 1951 Tiltman rencontre William Friedman, l'un des érudits impliqués dans la tentative de décryptage du manuscrit de Voynich dont Tiltman en personne entreprend l'analyse. Dans les années 1970, quand la santé de Friedman décline, Tiltman passe le mystère Voynich en compte à Mary D'Imperio (en), cryptanalyste au NSA. D'Imperio publie un ouvrage, The Voynich Manuscript: An Elegant Enigma, aujourd'hui considéré comme livre de référence. Tiltman en écrivit l'avant-propos.
À l'âge normal de la retraite, Tiltman est retenu par le GCHQ de 1954 à 1964. De 1964 à 1980 il est consultant et chercheur à la National Security Agency.

## Distinctions
Le 1er septembre 2004, Tiltman est introduit dans la Salle d'Honneur de la NSA, premier étranger à jouir de cette distinction."